# Sân bay Ein Yahav
Sân bay Ein Yahav (tiếng Hebrew: מנחת עין יהב), tên chính thức là Sân bay Sapir (מנחת ספיר), là một sân bay ở phía nam Arabah Israel, giữa Biển Chết và Eilat.
Sân bay này nằm bên kia quốc lộ 90 so với Sapir, và gần Ein Yahav. Sân bay này được xây năm 1970, từ năm 1989 có tuyến bay của hãng Elrom Airways với Sân bay Sde Dov ở Tel Aviv.